# Phytomyza meridialis
Phytomyza meridialis är en tvåvingeart som beskrevs av Spencer 1982. Phytomyza meridialis ingår i släktet Phytomyza och familjen minerarflugor. Inga underarter finns listade i Catalogue of Life.